# Conferenza episcopale dell'Asia centrale
La Conferenza episcopale dell'Asia centrale è un organismo della Chiesa cattolica che raggruppa i vescovi dell'Asia centrale, ossia di Kazakistan, Kirghizistan, Tagikistan, Turkmenistan e Uzbekistan.

## Storia
La Conferenza episcopale dell'Asia centrale è stata fondata l'8 settembre 2021 con un decreto della Congregazione per l'evangelizzazione dei popoli. Inizialmente avrebbe dovuto comprendere solo gli stati di Kazakistan, Kirghizistan, Tagikistan, Turkmenistan e Uzbekistan ma, successivamente, è stata allargata alla partecipazione di Mongolia e Afghanistan; in futuro potrebbe essere coinvolto anche l'Azerbaigian.

## Membri
| Diocesi                                                                                                   | Stati                                                      | Vescovo                                                 |
| --- | ---------------------------------------------------------- | ------------------------------------------------------- |
| Arcidiocesi di Maria Santissima in Astana                                                                 | Kazakistan                                                 | Tomasz Peta Athanasius Schneider (vescovo ausiliare)    |
| Diocesi di Karaganda                                                                                      | Kazakistan                                                 | Adelio Dell'Oro Yevgeniy Zinkovskiy (vescovo ausiliare) |
| Diocesi della Santissima Trinità in Almaty                                                                | Kazakistan                                                 | José Luis Mumbiela Sierra                               |
| Amministrazione apostolica di Atyrau                                                                      | Kazakistan                                                 | Peter Sakmár (amministratore apostolico sede vacante)   |
| Amministrazione apostolica del Kazakistan e dell'Asia Centrale (per i fedeli cattolici di rito bizantino) | Kazakistan Kirghizistan Tagikistan Turkmenistan Uzbekistan | Vasyl' Hovera                                           |
| Amministrazione apostolica del Kirghizistan                                                               | Kirghizistan                                               | Anthony James Corcoran, S.I.                            |
| Missione sui iuris del Tagikistan                                                                         | Tagikistan                                                 | Pedro Ramiro López, I.V.E.                              |
| Missione sui iuris del Turkmenistan                                                                       | Turkmenistan                                               | Andrzej Madej, O.M.I.                                   |
| Amministrazione apostolica dell'Uzbekistan                                                                | Uzbekistan                                                 | Jerzy Maculewicz, O.F.M.Conv.                           |

## Cronotassi

### Presidenti
- José Luis Mumbiela Sierra, vescovo della Santissima Trinità in Almaty, dal 29 aprile 2022

### Vicepresidenti
- Jerzy Maculewicz, O.F.M.Conv., amministratore apostolico dell'Uzbekistan, dal 29 aprile 2022

### Segretari generali
- Yevgeniy Zinkovskiy, vescovo ausiliare di Karaganda, dal 29 aprile 2022